# Яловець високий
Яловець високий (Juniperus excelsa) — вид вічнозелених хвойних дерев родини кипарисових (Cupressaceae). Поширений у субтропіках Північної Євразії. Реліктовий вид, занесений до Червоної книги України. Ряд рідкісних угруповань яловцю високого занесені до Зеленої книги України. 

## Опис

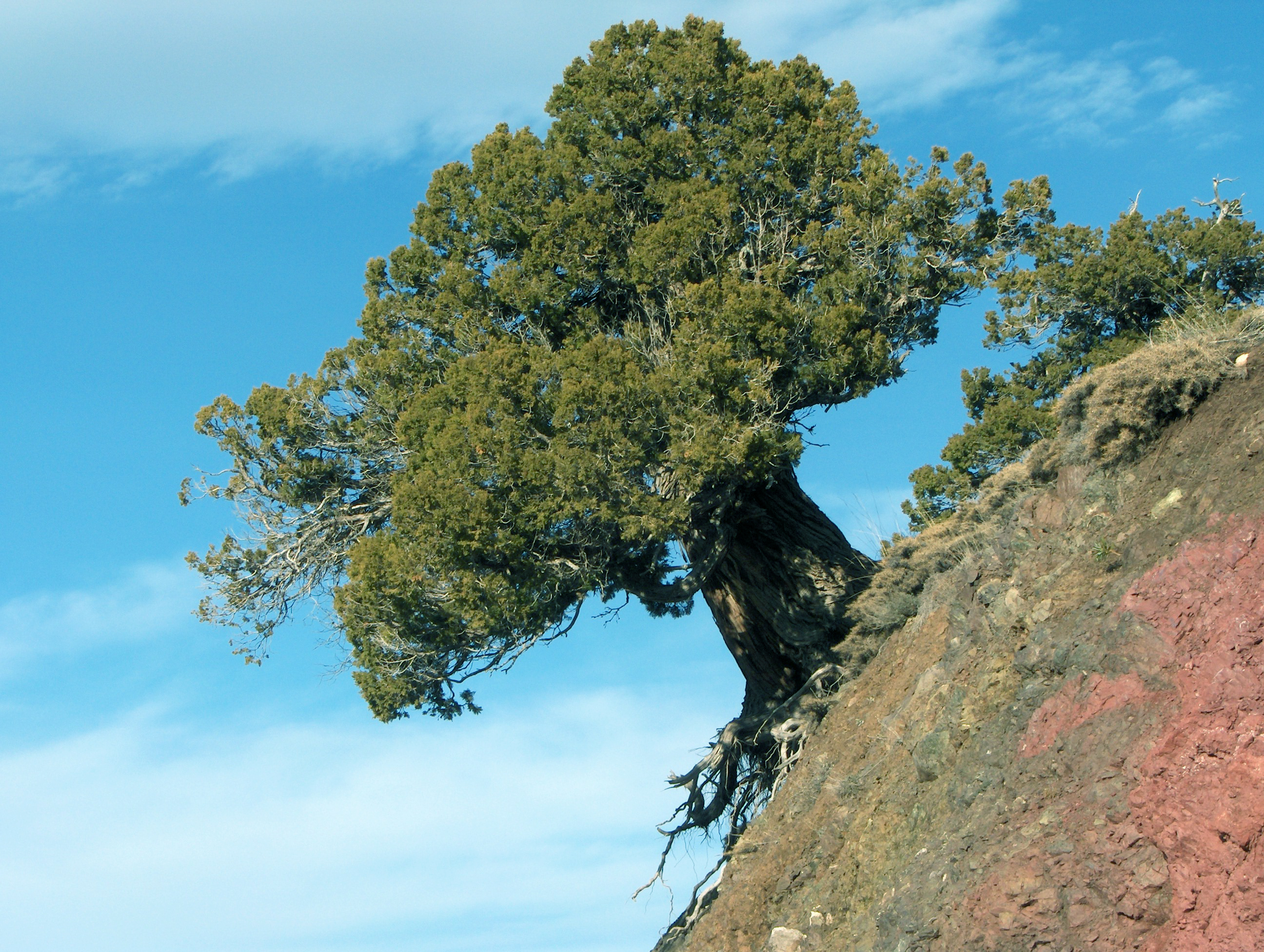

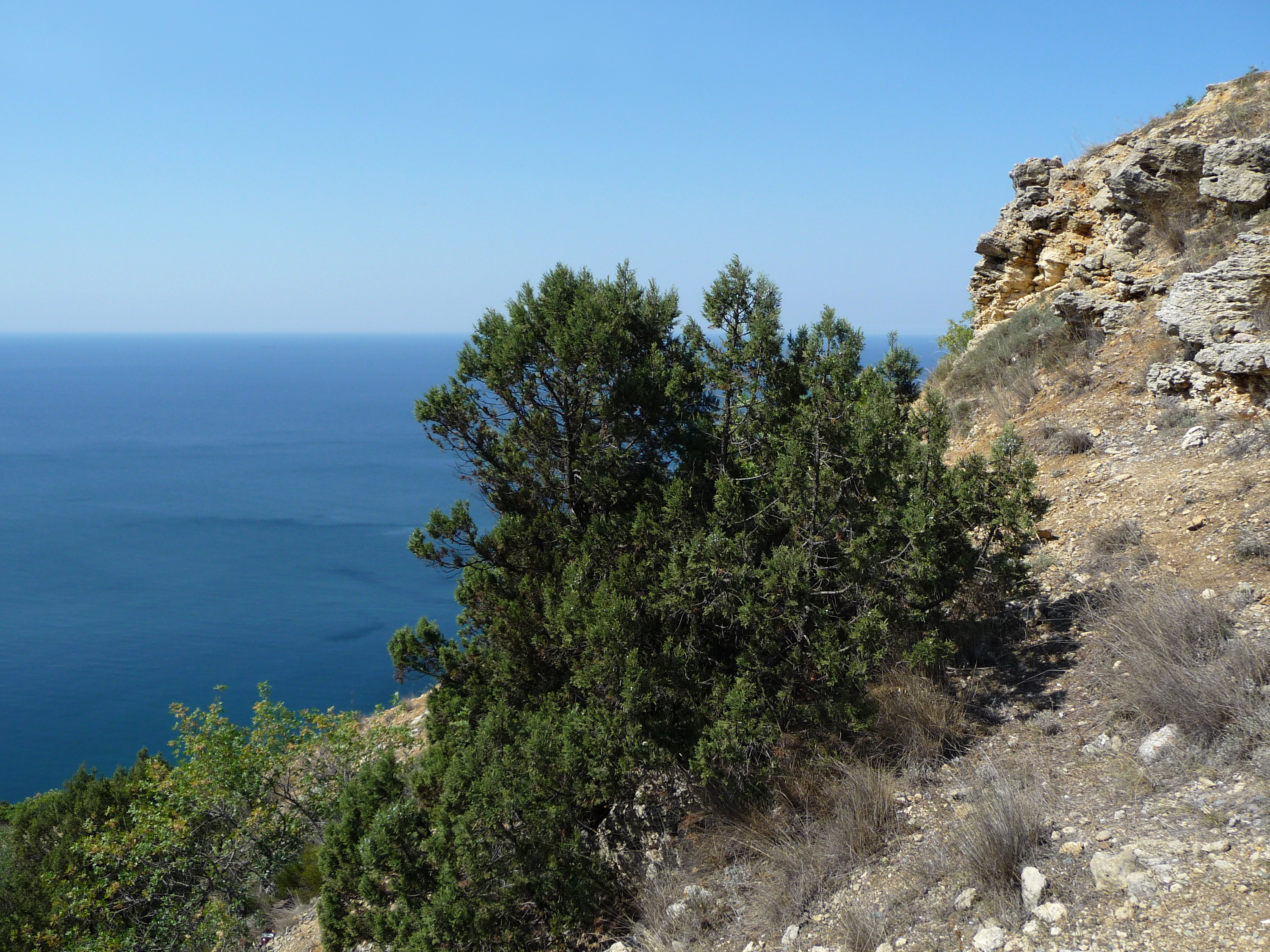

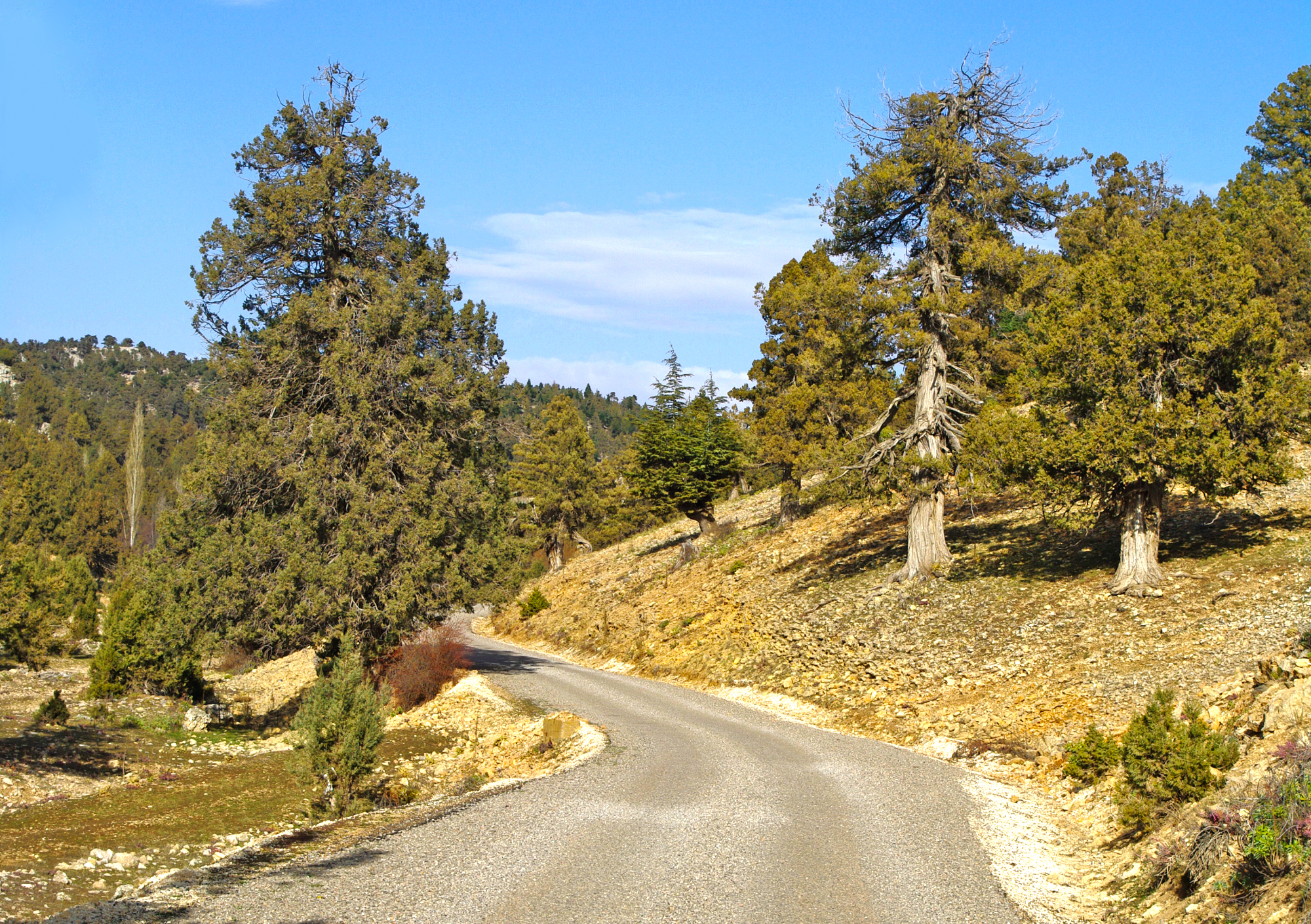

Вічнозелене дерево до 15 м заввишки. Стовбур збіжистий, скривлений, у старому віці дуплистий. Кора сіра, відшаровується тонкими смужками. Хвоя завдовжки 1 мм, лускоподібна, тупа. Шишкоягоди близько 1 см в діаметрі, фіолетово-чорні, вкриті дерев'янистими лусками. 

## Поширення
Ареал виду охоплює Балканські країни, Крим, Малу Азію, Кавказ, Центральну Азію. 
У Криму поширений від мису Айя до Кара-Дагу, а також у Байдарській долині.

## Життєвий цикл
Запилюється в березні-квітні. Розмножується насінням. Шишкоягоди дозрівають через рік, восени.
Тривалість життя близько 600 років. У Криму були знайдені дерева, вік яких був від 1000 до 2000 років. Найстаріший екземпляр ялівцю високого було виявлено фахівцями Київського еколого-культурного центру в районі мису Сарич на висоті Гугерджін. Його вік — дві тисячі років, обіймище стовбура 4,9 м, висота 15 м. Цей екземпляр фахівці вважають найстарішим деревом в Україні та Європі. Неподалік, в урочищі Батилиман було знайдено шістнадцять дерев цього виду віком понад 1000 років. Одне дерево має вік 1400 років, два — по 1300 років, одне — 1200 років, одне — 1100 років, інші дерева по 1000 років. Обіймище стовбурів від 2,50 м  до 3,45 м, висота 8-12 м. Таким чином, було виявлено, що в урочище Батилиман на площі близько 4 га росте відразу 16 дерев, що мають вік 1000–1400 років.

## Екологія
Ксерофіт. У Криму яловець високий найчастіше зростає на приморських крутих, переважно південних схилах, які сильно прогріваються, з щебенисто-кам'янистими ґрунтами, на вапняках, сланцях, виходах вулканічних порід. Зустрічається до висоти 400 м над рівнем моря. Формує рідколісся субсередземноморського, геміксерофільного типу. Трапляється у сухих фісташкових і пухнастодубових лісах. 

## Охорона
На більшій частині ареалу стан природних популяцій виду залишається більш-менш стабільним. Саме тому він, згідно Червоного списку МСОП, отримав охоронний статус «відносно благополучний вид». Але в окремих регіонах спостерігається тенденція до зниження чисельності популяції виду. Так, яловець високий занесений до Червоної книги України (охоронна категорія: вразливий вид).
Внаслідок зведення гірських лісів та погіршення стану середовища існування окремі угруповання ялівцю високого стали рідкісними і тому занесені до Зеленої книги України, зокрема 25 рослинних асоціацій, які належать до формації високояловцевих рідколісь (Junipereta excelsae):
- високояловцеві рідколісся бородачеві;
- високояловцеві рідколісся вузлуватопирійні;
- високояловцеві рідколісся гайовосамосилові;
- високояловцеві рідколісся гіпнові;
- високояловцеві рідколісся емероїднов'язелево-стоколосовидночиєві;
- високояловцеві рідколісся жасминово-безпліднотонконогові;
- високояловцеві рідколісся жасминово-бородачеві;
- високояловцеві рідколісся жасминово-гайовосамосилові;
- високояловцеві рідколісся жасминово-гіпнові;
- високояловцеві рідколісся жасминово-стоколосовидночиєві;
- високояловцеві рідколісся звіробоєлистотаволгово-безпліднотонконогові;
- високояловцеві рідколісся звіробоєлистотаволгово-гайовосамосилові;
- високояловцеві рідколісся звіробоєлистотаволгово-гіпнові;
- високояловцеві рідколісся кальєчебрецеві;
- високояловцеві рідколісся каппадокійськостоколосові;
- високояловцеві рідколісся лишайникові;
- високояловцеві рідколісся скельнокуцоніжкові;
- високояловцеві рідколісся скумпієво-вузлуватопирійні;
- високояловцеві рідколісся стевеносонцецвітові;
- високояловцеві рідколісся стоколосовидночиєві;
- високояловцеві рідколісся червоноялівцево-безпліднотонконогові;
- високояловцеві рідколісся червоноялівцево-вузлуватопирійні;
- високояловцеві рідколісся червоноялівцево-кальєчебрецеві;
- високояловцеві рідколісся червоноялівцево-каппадокійськостоколосові;
- високояловцеві рідколісся червоноялівцево-стоколосовидночиєві.

Категорія охорони раритетних угруповань 1 (рідкісний тип асоційованоності домінантів різних ярусів, де домінант деревостану — яловець високий — є реліктовим видом, занесеним до Червоної книги України; рідкісні угруповання, що мають 
диз'юнктивне поширення у горах субсередземномор'я і знаходяться на північній межі ареалу). Статус охорони: рідкісні угруповання (характеризуються низьким ступенем трапляння і займають незначні площі). 
Угруповання охороняються в Ялтинському гірсько-лісовому і Карадазькому природних заповідниках, природному заповіднику «Мис Мартьян», ботанічному заказнику «Канака» та ландшафтному заказнику «Фіолент» (АР Крим).

## Практичне значення
Високояловцеве рідколісся має велике протиерозійне та водоохоронне значення. Декоративна рослина, широко використовується в парковому будівництві.
Деревина смолиста, червонувата, дуже тверда і добре опирається гниттю. Деревину використовували раніше для столярних робіт і поділок. Іноді використовували як будівельний матеріал та паливо.